# Blechnum finlaysonianum
Blechnum finlaysonianum är en kambräkenväxtart som beskrevs av Nathaniel Wallich. Blechnum finlaysonianum ingår i släktet Blechnum och familjen Blechnaceae. Inga underarter finns listade.